# Ilia Rodov

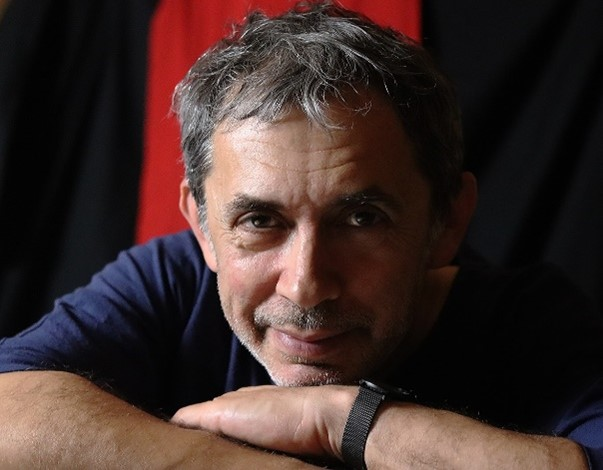
Ilia Rodov (2022)

Ilia Rodov – historyk sztuki, badacz żydowskiej kultury wizualnej, professor dr. hab. na Wydziale Sztuki Żydowskiej, pełni funkcję Samsona Feldmana na Katedrze Historii i Kultury Żydów Wschodnioeuropejskich na Uniwersytecie Bar-Ilan.

## Życiorys
Ilia Rodov urodził się w Bobrujsku (Białoruś). Jego ojciec, Mikhail Rodov, oraz przodkowie matki, Raji Worobejczyk, byli malarzami dekoracyjnymi. W okresie liberalizacji narodowej polityki radzieckiej w ramach Pieriestrojki, Rodov działał na rzecz konsolidacji społeczności żydowskiej w Bobrujsku. Był inicjatorem i pierwszym prezesem Klubu Kultury Żydowskiej im. Mendele Mojcher Sforim, który został założony we wrześniu 1988 roku w Bobrujsku. Opublikował również antologię literatury i sztuki „Avanim”, zorganizował ulpan i uczył hebrajskiego. W 1991 roku wyemigrował do Izraela i obecnie mieszka w Mazkeret Batya.

## Wykształcenie
Ilia Rodov ukończył studia w Instytucie Sztuki im. Serowa (dawną Tawriczeska Szkoła Sztuki w Petersburgu) i otrzymał tytuł magistra summa cum laude w dziedzinie Teorii i Historii Sztuki na Akademia Sztuk Pięknych w Petersburgu. Doktorat uzyskał na Wydziale Historii Sztuki Uniwersytet Hebrajski w Jerozolimie.

## Działalność akademicka
Ilia Rodov jest profesorem na Wydziale sztuki Żydowskiej i kierownikiem Katedry historii i kultury Żydów Europy Wschodniej im. Samsona Feldmana na Uniwersytecie Bar-Ilan. Jest również redaktorem naczelnym „Ars Judaica: Bar Ilan Journal of Jewish Art” oraz współredaktorem serii książek „Jews, Judaism, and the Arts” w wydawnictwie Brill.
Ilia Rodov rozpoczął swoją karierę akademicką na wydziałach Historii Sztuki oraz Folklorystyki Żydowskiej i Porównawczej na Uniwersytet Hebrajski w Jerozolimie. Dołączył do kadry Uniwersytetu Bar-Ilan jako wykładowca na Wydziale literatury porównawczej, a następnie objął posadę na Wydziale sztuki Żydowskiej. Był założycielem Katedry Sztuki Żydowskiej (2014–2020) i kierował tworzeniem programów studiów magisterskich z zakresu Historii sztuki Żydowskiej i Terapii sztuką. W latach 1999–2005 Rodov pracował na Hebrajskim Uniwersytecie w Jerozolimie jako dyrektor programów akademickich Chais Center ds. Studiów Żydowskich w Republice Białorusi. Brał udział jako ekspert zagraniczny w komisjach Narodowego Centrum Nauki.

## Działania naukowe
Rodov prowadzi badania nad żydowską kulturą wizualną i architekturą obrzędową. Jego publikacje i wykłady eksplorują historię, mecenat, semantykę, funkcję i percepcję obrazów, rzeźb, dekoracji architektonicznych oraz projektowania mebli z perspektywy porównawczej, międzykulturowej i fenomenologicznej. Koncentruje się na przejawach świętości w żydowskim sztuce religijnej, architekturze i mikroarchitekturze. Prowadził wyprawy badawcze mające na celu zbadanie dawnych polskich synagog w kontekście sztuki żydowskiej i polskiej. Szczególną uwagę poświęcił badaniu historii stworzenia i treści symbolicznej Aron ha-kodesz w renesansowych synagogach w Krakowie (Remu, Stara, Wysoka), Pińczówie, Szydłowie i Lwowie (Złota Róża). Bada także alfabet hebrajski i pseudohebrajskie inskrypcje w sztuka chrześcijańska oraz historiografię sztuki i architektury żydowskiej.
Rodov prowadził projekty badawcze wspierane przez Fundacja Nauki Izraela oraz Niemiecko-Izraelską Fundację ds. Badań Naukowych i Rozwoju. Jest także zaangażowany w badania i reprezentację izraelskich artystów urodzonych w Związku Radzieckim i Obszar postradziecki.